# Лондонский кинофестиваль
Лондонский кинофестиваль (англ. London Film Festival, сокращённо LFF, также известен как англ. BFI London Film Festival) — один из самых крупных и влиятельных международных кинофестивалей в Соединенном Королевстве. Проводится ежегодно с 1956 года во второй половине октября — начале ноября в Лондоне.
Главным призом кинофестиваля является «Сазерленд Трофи», им награждаются самые оригинальные дебютные фильмы. Организатором фестиваля является Британский институт кино, крупнейшим спонсором газета The Times. Ежегодно на кинофоруме проводится отбор из более чем 300 документальных и короткометражных фильмов из 50 стран мира. Традиционно программа фестиваля включает в себя картины, которые в Великобритании ранее не демонстрировались, в том числе недавно отреставрированные. На кинофоруме ежегодно представлена программа образовательных мероприятий, лекций, мастер-классов, презентаций событий киноиндустрии.

## Награды
На кинофестивале ежегодно присуждаются премии  в следующих номинациях:
- Сазерленд Трофи (англ. Sutherland Trophy) — основная награда кинофорума, которой удостаиваются лучшие из впервые представленных фильмов.
- Премия Грирсона (англ. The Grierson Award) — присуждается за лучший полнометражный документальный фильм на фестивале. Награда носит имя шотландского документалиста Джона Грирсона.
- Лучший фильм — присуждается самым оригинальным киноработам.
- Премия лучшему британскому дебютанту (англ. Best British Newcomer Award) — присуждается британским сценаристам, продюсерам, режиссёрам, чьи работы среди новичков были признаны лучшими на фестивале.
- Награда Британского института кино «BFI Fellowships» — присуждается режиссёрам-дебютантам кинофестиваля.

## Участие России

### 2015 год
В 2015 году на Лондонском фестивале Россию представляли четыре фильма:
- «Под электрическими облаками» (реж. Алексей Герман-младший)
- «Небесный верблюд» (реж. Юрий Фетинг)
- «Франкофония» (реж. Александр Сокуров)
- «Коровка (Веселая карусель)» (реж. Марина Карпова) – в программе короткометражных фильмов.

Все картины представляло «Роскино» при поддержке «Аэрофлота» и благотворительного фонда Елены и Геннадия Тимченко.